# Justification (philosophie)
Pour les articles homonymes, voir Justification.
En mathématiques, la justification est une démonstration visant à convaincre qu'une propriété (algébrique, géométrique, numérique…) est vraie.
Par extension, en philosophie, la justification est un procédé rhétorique visant à légitimer, présenter comme pertinente et juste, une conception du monde.
En épistémologie, la justification est une notion qui se compose de raisons ou preuves présentées en soutien à la vérité d'une croyance ou d'une affirmation, avec lesquelles elle se confond.[pas clair] Elle porte sur les connaissances et les croyances dont il s'agit de comprendre pourquoi nous les avons, quelles peuvent être les raisons de les avoir et si ces raisons sont bonnes.[pas clair]

## Critique du procédé
Selon Jacques Ellul, le mécanisme de justification en philosophie relève de l'imposture intellectuelle. Il s'en explique à plusieurs reprises : 

« Le mécanisme de la justification est la pièce centrale de l’œuvre bourgeoise, sa signification, sa motivation. (...) Pour arriver à ses buts, le bourgeois conçoit et met en place un système explicatif du monde par lequel il rend légitime tout ce qu‘il fait. (...) La justification est d’autant plus nécessaire que la situation est moins juste en elle-même. »

— Jacques Ellul, Métamorphose du bourgeois, 1967. Réed. La Table ronde, 1998, pp. 47 et 107

« Se justifier soi-même est la plus grande entreprise de l'homme, avec l'esprit de puissance, ou plutôt après la manifestation de cet esprit. Car l'homme ayant agi ou vécu selon cet esprit ne peut pas se contenter d'avoir réalisé sa puissance, il faut encore qu'il se proclame juste. »

— Jacques Ellul, Éthique de la liberté, tome 1, Labor et Fides, 1973, p.277

« La justification est le contraire même de la liberté. Celui qui se justifie, qui veut se justifier, à quelque niveau que se situe sa justification, quel qu'en soit le but et le domaine, atteste par là sa non-liberté.(…) La justification est la démonstration d'une conformation à soi-même et au milieu puisque, faite pour convaincre le milieu, elle ne peut qu'utiliser les valeurs, idéologies, croyances de ce milieu. Celui qui se justifie plaide devant son groupe pour se faire reconnaître comme juste par lui. Il aspire à la non-distinction entre lui-même et le milieu. Par conséquent, il attend un brevet de conformité qui est sa justice. (…) Bien plus, la justification est l'inverse de la transgression (…). Or la transgression suppose une mise en question de soi-même, radicale ; on ne peut en même temps transgresser une règle et se justifier devant le groupe qui a posé cette règle. L'auto-justification est le contraire de la liberté. »

— Jacques Ellul, Éthique de la liberté, tome 2, Labor et Fides, 1973, pp. 205-206
En 1975, dans Trahison de l'Occident, Ellul assimile le procédé de la justification à "un moyen de légitimer une domination".